# 1-ша бронетанкова дивізія (Польща)
1-ша бронета́нкова диві́зія (Польща) (пол. 1 Dywizja Pancerna) — військове з'єднання, танкова дивізія Війська Польського на Заході, що брала участь у бойових діях Другої світової війни. Заснована у лютому 1942 року в Шотландії під командуванням генерала бригади Станіслава Мачека. З серпня 1944 року висадилася в Нормандії та, діючи переважно у складі 1-ї канадської армії, вела активні бойові дії з визволення Франції, Бельгії й Нідерландів від нацистської окупації.

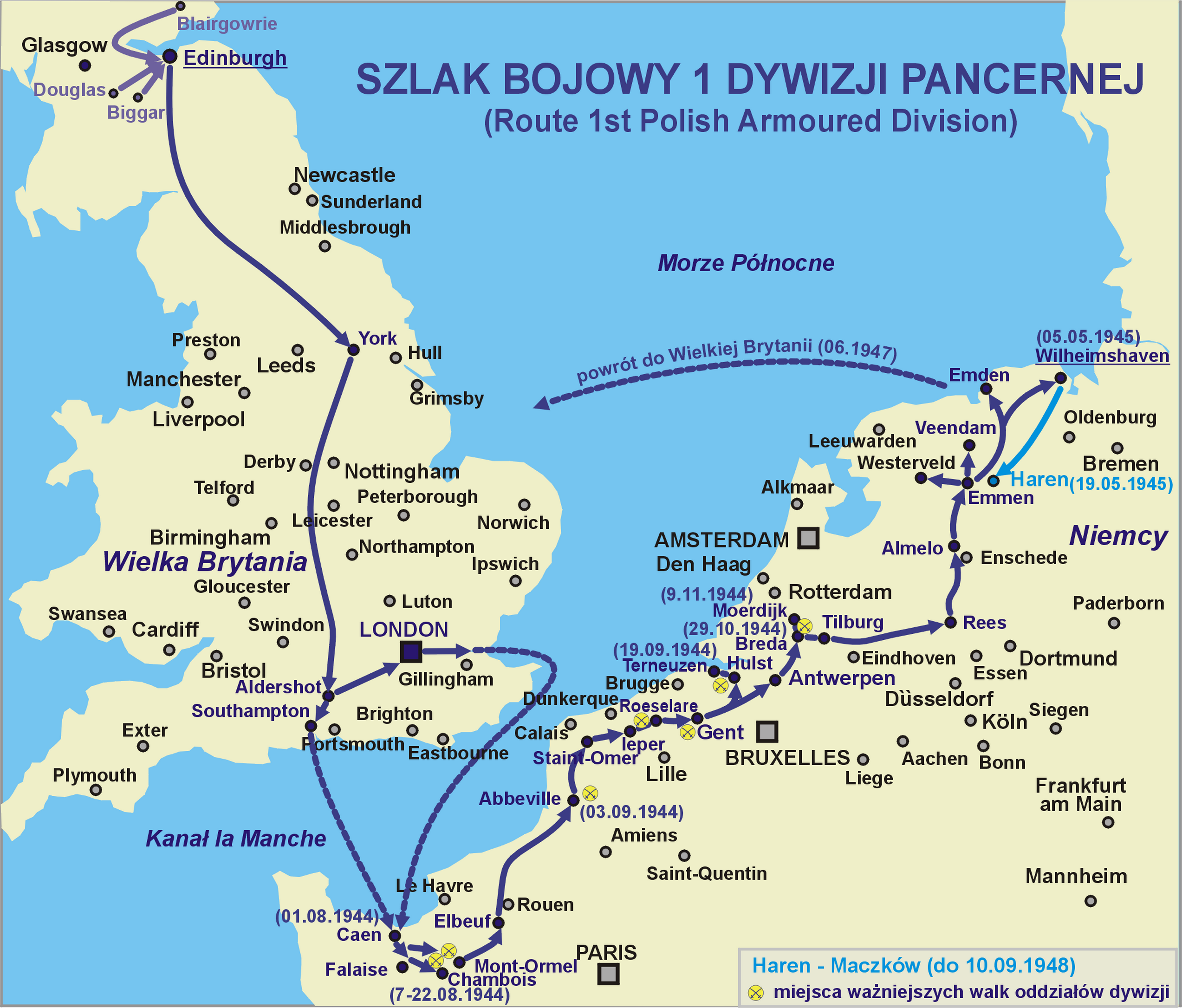
Бойовий шлях 1-ї польської бронетанкової дивізії

## Історія з'єднання
Після поразки у Польщі, а потім у Французькій кампанії в 1940 році, багато польських військових, відступили разом з британською армією до Сполученого Королівства. У лютому 1942 року в Шотландії у складі польського I корпусу під керівництвом Владислава Сікорського, який охороняв близько 200 кілометрів британського узбережжя у 1940—1941 роках, була сформована польська 1-ша бронетанкова дивізія. Командир дивізії генерал бригади Станіслав Мачек одним з найдосвідченіших командирів механізованих військ Війська Польського, і багато підпорядкованих йому офіцерів з 10-ї моторизованої кавалерійської бригади, якою він керував у 1939 році, разом з ним вирушили до Великої Британії. Бронетанкова дивізія була організована за зразком британської бронетанкової дивізії, оснащена британською формою, зброєю та танками. Спочатку вони навчалися на танках «Крусейдер», але наприкінці 1943 — початку 1944 року їх замінили на танки «Шерман» та «Кромвель».
До кінця липня 1944 року 1-ша бронетанкова дивізія була перекинута до Нормандії, останні підрозділи прибули 1 серпня. На французькій землі з'єднання передали до складу 1-ї канадської армії 21-ї групи армій. 8 серпня під час операції «Тоталайз» формування вперше вступило у бій. Вона двічі зазнавала серйозних втрат у результаті «дружнього вогню» авіації союзників, але досягла перемоги над вермахтом у боях за Мон-Ормель та місто Шамбуа. Ця серія наступальних та оборонних операцій стала відома як Фалезька битва, в якій велика кількість німецьких армійських дивізій та дивізій СС потрапили в пастку у Фалезькому «мішку» і згодом були знищені. Дивізія Мачека грала вирішальну роль у заблокуванні кільця оточення та тримала позиції на шляху прориву німецьких дивізій, що потрапили у пастку, тому бої були відчайдушними. На польські війська припав основний удар німецьких атак, які намагалися вирватися з «мішку». Загальні втрати дивізії з 7 серпня, коли вона вступила в бій і до кінця битви під Фалезом 22 серпня, склали 446 загиблих, 1501 поранений і 150 зниклих безвісти, або всього 2097 солдатів протягом приблизно двох тижнів боїв.
Після того, як армії союзників вирвалися з Нормандії, польська 1-ша бронетанкова дивізія переслідувала німців уздовж узбережжя Ла-Маншу. Вона звільнила, серед інших, міста Сен-Омер, Іпр, Остнієвкерке, Руселаре, Тілт, Руйследе та Гент. 29 жовтня 1944 року під час операції «Фазан» успішний обхідний маневр, спланований і виконаний генералом Мацеком, дозволив звільнити місто Бреда без жертв серед цивільного населення. Зиму 1944—1945 років дивізія провела на південному берегу річки Рейн, охороняючи рубіж оборони навколо Мурдейка. На початку 1945 року дивізію перевели до провінції Оверейсел і вона разом із союзниками наступала вздовж нідерландсько-німецького кордону, звільняючи східні частини провінцій Дренте та Гронінген, включаючи міста Еммен, Куворден та Стадсканаал.
У квітні 1945 року 1-ша бронетанкова дивізія увійшла до Німеччини в районі Емсланду. 6 травня дивізія захопила військово-морську базу Крігсмаріне у Вільгельмсгафені, де генерал Мачек прийняв капітуляцію фортеці, військово-морської бази, Східно-Фризького флоту та понад 10 піхотних дивізій вермахту. Там дивізія припинила війну і разом з 1-ю окремою парашутною бригадою Польщі виконувала окупаційні обов'язки, поки не була розформована у 1947 році.
На окупованих західних територіях багато колишніх польських військових разом з багатьма переселенцями-поляками утворили польський анклав у Гарені в Німеччині, який деякий час був відомий як «Мацков». Більшість її солдатів вирішили не повертатися до Польщі, яка потрапила під радянську окупацію, вважаючи за краще залишатися в еміграції.